# Championnats d'Europe d'haltérophilie 2000
Navigation
Édition précédente Édition suivante
Les championnats d'Europe d'haltérophilie 2000, soixante-dix-neuvième édition des championnats d'Europe d'haltérophilie, ont eu lieu en 2000 à Sofia, en Bulgarie.